# David Mamet
David Alan Mamet (Chicago, 30 novembre 1947) è un drammaturgo, sceneggiatore, produttore cinematografico, regista e saggista statunitense.
È stato candidato due volte agli Oscar: nel 1983 per la sceneggiatura de Il verdetto, e nel 1998 per la sceneggiatura di Sesso & potere. Nel 1984 ha vinto il Premio Pulitzer, per l'opera teatrale Glengarry Glen Ross, adattato dallo stesso Mamet per il film Americani, diretto da James Foley.

## Biografia
Mamet è figlio di genitori ebrei originari della Russia. Suo padre era avvocato, specializzato in diritto del lavoro, e sua madre era un'insegnante. Studiò al Goddard College, nel Vermont. Iniziò la sua carriera come autore teatrale. È uno dei fondatori dell'Atlantic Theater Company. Nel 1976 si fece conoscere grazie a un trio di opere: The Duck Variations, Sexual Perversity in Chicago e American Buffalo edito in Italia dalla casa editrice Sillabe. 
Nel 1981 fece il suo debutto nel mondo del cinema, scrivendo la sceneggiatura de Il postino suona sempre due volte, diretto da Bob Rafelson. L'anno successivo ricevette la sua prima candidatura all'Oscar, per la sceneggiatura de Il verdetto, quindi nel 1986 traspose la sua opera teatrale Sexual Perversity in Chicago in un film, A proposito della notte scorsa..., diretto da Edward Zwick. Nel 1987 Mamet scrisse la sceneggiatura di The Untouchables - Gli intoccabili, grande successo diretto da Brian De Palma.
Sempre nel 1987, Mamet debuttò nella regia cinematografica dirigendo il dramma La casa dei giochi, seguito dalla commedia Le cose cambiano, il duro thriller Homicide e altri 12 film. Mamet è inoltre insegnante alla Goddard College, allo Yale Drama School, alla New York University e alla Columbia University.

## Vita privata
Mamet è stato sposato dal 1977 al 1990 con l'attrice Lindsay Crouse dalla quale ha avuto due figlie: Willa e Zosia. Nel 1991 si è sposato con l'attrice e cantautrice Rebecca Pidgeon; da questa unione sono nati Clara e Noah.

## Edizioni italiane
I primi testi di Mamet sono stati proposti in Italia da Luca Barbareschi all'inizio degli anni Ottanta: fu infatti l'attore e regista a portare sulle scene italiane, come interprete e talvolta anche come traduttore, lavori quali American Buffalo, Perversione sessuale a Chicago, Glengarry Glen Ross, Il sermone, Mercanti di bugie, Oleanna, fino a produrre Boston Marriage; quest'ultima opera è stata riproposta nel 2015 dalla compagnia NoveTeatro. Nel giugno 2016 l'editore Sillabe ha pubblicato la versione italiana di Glengarry Glen Ross e American Buffalo, entrambi tradotti da Luca Barbareschi.

## Opere

### Testi teatrali
- Lakeboat (1970), trad. Guido Almansi, in Teatro 2, Genova: Costa & Nolan, 1989
- The Duck Variations (1972)
- Lone Canoe (1972)
- Sexual Perversity in Chicago (1974), trad. G. Almansi, Perversioni sessuali a Chicago, in Teatro 2, Genova: Costa & Nolan, 1989
- Squirrels (1974)
- American Buffalo (1975), trad. Luca Barbareschi, Livorno: Sillabe, 2016
- Reunion (1976), trad. Massimiliano Farau, in Due atti unici, Nardò: Besa, 2001
- The Water Engine (1976)
- Dark Pony (1977), trad. M. Farau, in Due atti unici, Nardò: Besa, 2001
- A Life in the Theatre (1977), trad. G. Almansi, Una vita nel teatro, in Teatro, Genova: Costa & Nolan, 1984
- Revenge of the Space Pandas, or Binky Rudich and the Two-Speed Clock (1978)
- The Woods (1979), trad. G. Almansi, Il bosco, in Teatro, Genova: Costa & Nolan, 1984
- The Blue Hour (1979)
- Edmond (1982)
- The Frog Prince (1983)
- Glengarry Glen Ross (1984), trad. G. Almansi, in Teatro, Genova: Costa & Nolan, 1984; trad. L. Barbareschi, Livorno: Sillabe, 2016
- The Shawl, Goldberg Street: Short Plays and Monologues (1985)
- The Poet & The Rent (1986)
- Speed-the-Plow (1988)
- Bobby Gould In Hell (1989)
- Oleanna (1992), trad. Masolino d'Amico, Genova: Costa & Nolam, 1993, poi in Teatro 2, ivi, 2009 [n. ed.]
- The Cryptogram (1995), trad. Penelope Bussolino, Il crittogramma, Torino: Einaudi, 2004
- The Old Neighborhood (1997)
- Boston Marriage (1999), trad. M. d'Amico, Torino: Einaudi, 2002
- Faustus (2004)
- Romance (2005)
- Keep Your Pantheon (2007)
- November (2007)
- The Vikings and Darwin (2008)
- Race (2009)
- School (2009)
- The Anarchist (2011), trad. L. Barbareschi, L'anarchica, Roma: Arcadia & Ricono, 2013
- China doll (2015)
- Bitter Wheat (2019)

### Saggi
- Writing in Restaurants (1987), trad. Elisabetta Valdré, Note in margine a una tovaglia, introduzione di Rodolfo di Giammarco, Roma-Napoli: Theoria, 1992; Roma: minimum fax, 2004
- On Directing Film (1992), trad. Flavia Abbinante, Andreina Lombardi Bom e Bruna Tortorella, in I tre usi del coltello. Saggi e lezioni sul cinema, prefazione di Francesca Serafini, nota introduttiva di Gino Ventriglia, Roma: minimum fax, 2002, n. ed. 2010
- The Cabin: Reminiscence and Diversions (1992)
- The Village (1994)
- Make-Believe Town: Essays and Remembraces (1996)
- Three Uses of the Knife (1996), trad. in I tre usi del coltello, cit.
- The Old Religion (1997)
- True and False: Heresy and Common Sense for the Actor (1999), trad. in I tre usi del coltello, cit.
- Jafsie and John Henry: Essays (1999)
- Wilson: A Consideration of the Sources (2000)
- South of the Northeast Kingdom (2002), trad. Stefano Valenti, Vermont, Milano: Feltrinelli, 2004
- The Wicked Son: Anti-Semitism, Self-hatred, and the Jews (2006)
- Bambi Vs. Godzilla: On the Nature, Purpose, and Practice of the Movie Business (2007), trad. Giuliana Lupi, Bambi contro Godzilla. Teoria e pratica dell'industria cinematografica, Roma: minimum fax, 2008
- The Secret Knowledge: On the Dismantling of American Culture (2011)
- Three War Stories (2013)
- Chicago (2018)
- The Diary of a Porn Star by Priscilla Wriston-Ranger: As Told to David Mamet with an Afterword by Mr. Mamet (2019)
- Recessional: The Death of Free Speech and the Cost of a Free Lunch (2022)

## Filmografia

### Cinema

#### Sceneggiatore
- Il postino suona sempre due volte (The Postman Always Rings Twice), regia di Bob Rafelson (1981)
- Il verdetto (The Verdict), regia di Sidney Lumet (1982)
- The Untouchables - Gli intoccabili (The Untouchables), regia di Brian De Palma (1987)
- La casa dei giochi (House of Games), regia di David Mamet (1987)
- Le cose cambiano (Things Change), regia di David Mamet (1988)
- Non siamo angeli (We're No Angels), regia di Neil Jordan (1989)
- Homicide, regia di David Mamet (1991)
- Americani (Glengarry Glen Ross), regia di James Foley (1992)
- Hoffa - Santo o mafioso? (Hoffa), regia di Danny DeVito (1992)
- Vanya sulla 42esima strada (Vanya on 42nd Street), regia di Louis Malle (1994)
- Oleanna, regia di David Mamet (1994)
- American Buffalo, regia di Michael Corrente (1996)
- L'urlo dell'odio (The Edge), regia di Lee Tamahori (1997)
- La formula (The Spanish Prisoner), regia di David Mamet (1997)
- Sesso & potere (Wag the Dog), regia di Barry Levinson (1998)
- Ronin, regia di John Frankenheimer (1998)
- Il caso Winslow (The Winslow Boy), regia di David Mamet (1999)
- Lakeboat, regia di Joe Mantegna (2000)
- Hollywood, Vermont. (State and Main), regia di David Mamet (2000)
- Hannibal, regia di Ridley Scott (2001)
- Il colpo, (Heist), regia di David Mamet (2001)
- Spartan, regia di David Mamet (2004)
- Edmond, regia di Stuart Gordon (2005)
- Redbelt, regia di David Mamet (2008)
- The Penitent, regia di Luca Barbareschi (2023)

#### Regista
- La casa dei giochi (House of Games) (1987)
- Le cose cambiano (Things Change) (1988)
- Homicide (1991)
- Oleanna (1994)
- La formula (The Spanish Prisoner) (1997)
- Il caso Winslow (The Winslow Boy) (1999)
- Catastrophe – cortometraggio (2000)
- Hollywood, Vermont. (State and Main) (2000)
- Il colpo (Heist) (2001)
- Spartan (2004)
- Redbelt (2008)
- Henry Johnson (2025)

### Televisione

#### Sceneggiatore
- A Life in the Theater, regia di Kirk Browning e Gerald Gutierrez – film TV (1979)
- Hill Street giorno e notte (Hill Street Blues) – serie TV (1987)
- Performance, regia di Gregory Mosher – serie TV, episodio 1x0 (1991)
- The Water Engine, regia di Steven Schachter – film TV (1992)
- Texan, regia di Treat Williams – film TV (1994)
- Lansky - Un cervello al servizio della mafia, regia di John McNaughton – film TV (1999)
- The Unit – serie TV (2006)
- Phil Spector, regia di David Mamet – film TV (2013)

#### Regista
- Ricky Jay and His 52 Assistants – film TV (1996)
- The Shield – serie TV, 3x11 (2004)
- The Unit – serie TV, 1x6,13. 2x6. 4x1 (2006-2008)
- Phil Spector – film TV (2013)